# Veggieday

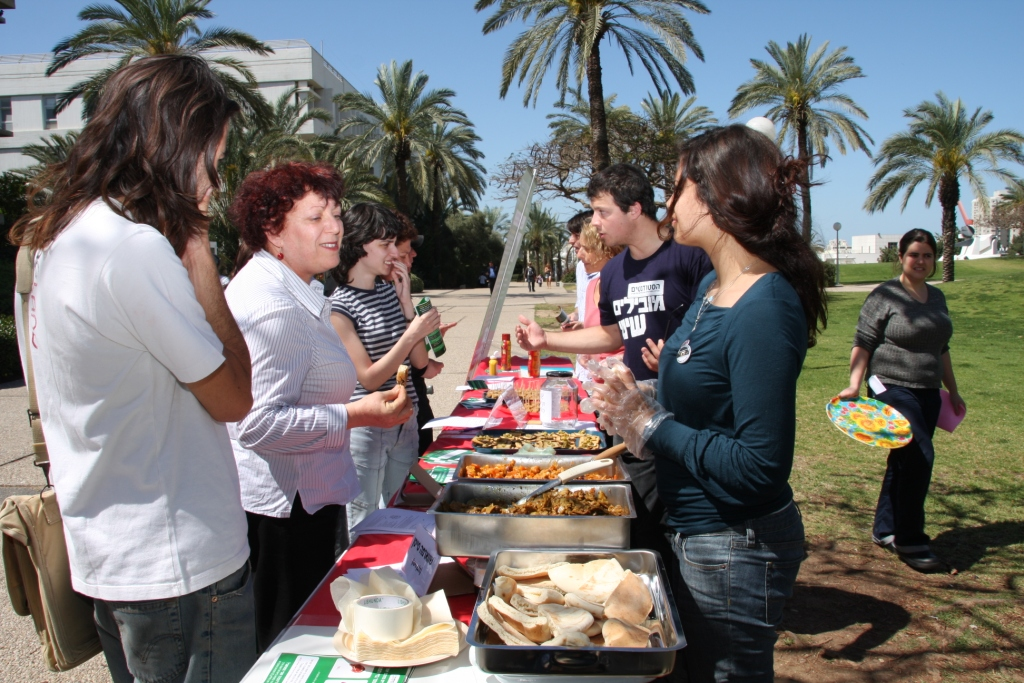
Veggieday in Israel

Ein Veggieday, Veggietag oder vegetarischer Tag (englisch meat free day) ist ein Tag in der Woche, an dem sich Kommunen und öffentliche bzw. private Einrichtungen verpflichten, in ihren Großküchen kein Gericht mit Fleisch, sondern nur vegetarisches Essen anzubieten.

## Hintergrund

### Begründungen
Für vegetarische oder vegane Tage in Kantinen werden umwelt- und ernährungspolitische Gründe angeführt, wie vor allem die unter diesen beiden Gesichtspunkten relevanten Probleme der Tierproduktion. So führen die Befürworter an, dass die Fütterung von Tieren zur Gewinnung von Fleisch energetisch und wirtschaftlich ineffizient sei, da die Futtermittel (u. a. Getreide, Soja, Mais, Reis) bei direkter Verarbeitung und Verzehr sehr viel mehr Menschen ernähren könnten, oder anders betrachtet Anbauflächen einnehmen, die so für die ohnehin unzureichende Ernährung von Menschen verloren gingen. Außerdem bringe die intensive Viehzucht und insbesondere die Massentierhaltung eine starke Belastung der Umwelt, u. a. durch einen hohen Wasser- und Landverbrauch mit sich, sowie Emissionen, die auch das Klima beeinflussen.
Des Weiteren wird auf die Seuchengefahr hingewiesen, die durch Massentierhaltung verstärkt bestünde und schwieriger zu kontrollieren sei, wie auch auf den massenhaften Einsatz von Antibiotika in der Tierhaltung, die resistente Bakterienstämme befördern können.
Zudem werden gesundheitliche Aspekte fleischreicher Ernährung angeführt und auf Grundlage der Ernährungsphysiologie angenommene oder von Vegetariern behauptete Vorteile für die menschliche Gesundheit durch pflanzliche Ernährungsstile betont.
Die meisten Veggieday-Initiativen distanzieren sich von einer ethischen Argumentation für Veganismus oder Vegetarismus. Veggieday-Initiativen sind daher eher in den Umweltbewegungen als in
tierethischen Bewegungen zu finden. Veggieday-Initiatoren aus dem Neuen Tierschutz teilen zwar häufig fundamental-ethische Motive des Vegetarismus, tragen sie aber nicht oder stark untergeordnet in den politischen Diskurs.
Christian Rauffus, Geschäftsführer von Rügenwalder Mühle und damit eines der größten einheimischen Wurstproduzenten Deutschlands, unterstützte den Vorschlag des „Veggie Day“. Die Süddeutsche Zeitung führte dazu ein Interview Rauffus’ mit dem Handelsblatt an. Es sei der SZ zufolge ein Trend zum Flexitarismus auszumachen, viele Menschen wollten Fleisch in Maßen und mit gutem Gewissen verspeisen, ebenso werde gelegentlich vegetarisches Essen immer beliebter. Der Konzern plane angesichts des schrumpfenden Fleischmarktes, künftig fleischlose Produkte wie Sojaschnitzel anzubieten.

### Wochentag
Als „Veggietag“ wird der Montag oder der Donnerstag vorgeschlagen. Dem gegenüber ist im Christentum der Freitag als wöchentlicher Fisch- oder Mehlspeisentag bereits traditionell eingeführt, insbesondere in der katholischen Kirche und den orthodoxen Kirchen. Auch die protestantischen Konfessionen beziehen Fasten (wieder) in die religiöse Praxis ein, wobei Widerstand gegen einheitliche Fastenvorgaben wie beim Zürcher Wurstessen mit zur reformatorischen Geschichte gehört.
In den überwiegend protestantischen Vereinigten Staaten wird der fleischlose Montag präferiert.

## Umsetzungen

### Deutschland
In Deutschland wird die Kampagne zur Einführung eines Veggietages vom Vegetarierbund Deutschland (ProVeg) getragen. Zu den Partnern des ProVeg zählen die Albert Schweitzer Stiftung, Peta, Vier Pfoten und der Global Marshall Plan.
Im Januar 2010 hat Bremen als erste Stadt in Deutschland den fleischfreien Donnerstag eingeführt. Das Projekt wurde von der Bürgerstiftung Bremen umgesetzt und wird vom rot-grünen Senat unterstützt. In die Bremer Koalitionsvereinbarung 2011 zwischen SPD und Bündnis 90/Die Grünen Bremen ist die Unterstützung des Veggieday explizit eingegangen. Die Grünen hatten bereits Mitte 2010 mit einem Antrag in der Bürgerschaft die Einführung eines Veggieday in Bremer Großküchen und Kantinen gefordert.
Seitdem haben mehrere Stadträte beschlossen, sich der Initiative anzuschließen. Besonders breit ist die Unterstützung von Großküchen und Restaurants in Münster, Marburg und Göttingen. Vor allem Unimensen haben in größerer Zahl vegetarische Tage eingeführt.
Im Wahlkampf vor der Bundestagswahl 2013 sorgte die drei Jahre bestehende Forderung der Grünen, den Veggietag als Standard einzuführen, für Aufregung und Empörung in Reihen der Unionsparteien und der FDP sowie in Teilen der Presse, sie wurde auch als Lachnummer des Wahlkampfs bezeichnet.
Die Resonanz war in sozialen Netzwerken besonders groß; das Thema wurde in kurzer Zeit zum Wahlkampfschlager. Der Veggietag wurde zu einer Darstellung der Grünen als „lustfeindlich“, „Spaßverderber“ oder „Partei der Verbote“ benutzt.  Befürworter verwiesen darauf, dass der Vorschlag auch nach den Vorstellungen der Grünen überhaupt nicht gesetzlich durchgesetzt werden könne und solle. Insbesondere wurde der Veggieday von Katrin Göring-Eckardt und Renate Künast im Vorfeld der Bundestagswahl 2013 propagiert. Die Veggietagforderung wurde mehrfach, neben einer fehlerhaften Wahlkampagne, auch von führenden Grünen für die gegenüber den Umfrageergebnissen seit 2011 dramatisch schlechtere Wählerzustimmung verantwortlich gemacht. Insbesondere aus Baden-Württemberg kamen kritische Stimmen, so von Silke Krebs, Boris Palmer und Winfried Kretschmann, unter anderem in der Schwäbischen Zeitung. „Nehmen wir den ‘Veggie-Day’. Da wird eine Bevormundung auch noch mit einem Anglizismus ausgedrückt und zugleich infantilisiert. Mit so etwas geht man den Leuten auf die Nerven.“

### Weitere Staaten
Seit Mai 2009 gibt es in der belgischen Stadt Gent offiziell einen „vegetarischen Donnerstag“, an dem in Kantinen und Restaurants das vegetarische Angebot im Vordergrund steht. Die Stadtverwaltung lieferte personelle und finanzielle Unterstützung, etwa hundert Restaurants beteiligten sich freiwillig. Andere belgische Städte wie Hasselt und Mechelen haben sich der Initiative angeschlossen.
Dänemark gehört in Europa zu den Staaten mit dem höchsten Pro-Kopf-Fleischkonsum und einem geringen Anteil an Vegetarieren. Die Partei Alternativet, die sich für einen ökologischen Wandel einsetzt, setzte sich im Wahlkampf 2015 auch für einen Vegetariertag ein.
In Israel gibt es den Meatless Monday (Montag).
Bei Swissveg wurde der Donnerstag zum Vegi Tag definiert. Diese Aktion wird von verschiedenen Personen und Städten in der Schweiz unterstützt.
In Singapur gibt es den Meatless Monday (Montag) sowie den VeggieThursday (Donnerstag), der von der Vegetarischen Vereinigung (Singapur) organisiert wird.
In den Vereinigten Staaten geht die Kampagne für einen vegetarischen Tag von der The Monday Campaigns Inc. aus. Washington, D.C., San Francisco und Los Angeles gehören zu den Städten in den USA, die ebenfalls die Einführung eines fleischlosen Wochentages beschlossen haben. In den Vereinigten Staaten wurde ein fleischfreier Montag bereits als Meatless Monday im Rahmen der kriegsbedingten Rationierungen im Ersten und Zweiten Weltkrieg eingeführt. Aufgrund der von Herbert Hoover bei der US-Lebensmittelverwaltung 1917–1919 geführten Kampagnen wurde er sehr bekannt.
In anderen Ländern haben Städte wie São Paulo und Kapstadt einen inoffiziellen fleischlosen Wochentag.
Die Norwegischen Streitkräfte führten im November 2013 einen Meatless Monday (Montag) ein. In den Presseerklärungen wird betont, dass die Maßnahme nicht der Geldeinsparung, sondern dem „Kampf gegen den Klimawandel“ dient.